# Франциско Мануель Бланко
Франциско Мануель Бланко (ісп. Francisco Manuel Blanco) — іспанський чернець та ботанік, автор книги «Flora de Filipinas».

## Біографія
Народився в місті Невіанос де Альба, Кастилія-і-Леон. Був ченцем ордену Августинців. Бланко був направлений у Ангат, провінція Булакан, Філіппіни. Помер у Манілі у 1845 році.

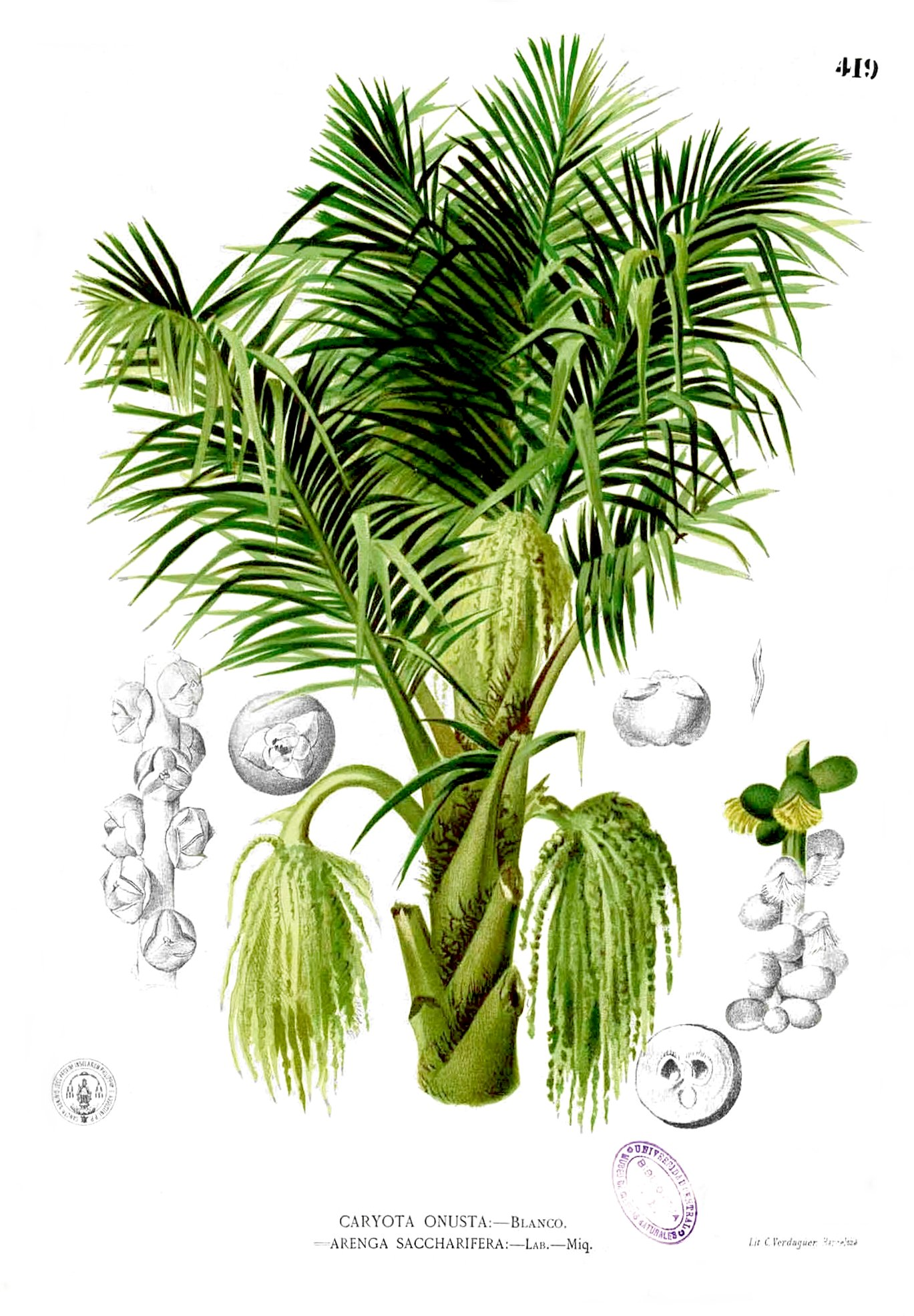
Сторінка з книги «Flora de Filipinas»

## «Флора Філіппін»
Під час подорожей по архіпелагу зібрав матеріали для книги «Flora de Filipinas. Según el sistema de Linneo» (Флора Філіппін згідно з класифікацією Ліннея). Перші два наклади (Маніла, 1837 та 1845) не містили ілюстрацій. Ілюстровану версію надрукували після смерті автора 1877—1883 роках.

### Наклади книги
- Flora de Filipinas. Según el sistema sexual de Linneo, Manila: 1837.
- Flora de Filipinas. Según el sistema sexual de Linneo… Segunda impression &c., Manila: 1845.
- Flora de Filipinas, según el sistema sexual de Linneo. Adicionada con el manuscrito inédito del. fr. Ignacio Mercado, las obras del fr. Antonio Llanos, y de un apéndice con todas las nuevas investigaciones botanicas referentes al archipiélago Filifino [sic]. Gran edicion., Manila: 1877—1883

## Визнання
Ботанік Карл Людвіґ Блюме назвав рід Blancoa на честь Франциско Мануеля Бланко. У класифікації на позначення описаних ним видів використовують абревіатуру Blanco.